# بونكونام
بونكونام هي مدينة مكتظة بالسكان في ولاية كيرلا، الهند، وهي جزء من منطقة كوتايام. بونكونام تعني حرفيًا الجبل الذهبي ( بون = ذهب، كون = جبل). تقع بونكونام بالقرب من مدن كانجيرابالي ومانيمالا وبالا. وتشتهر هذه المدينة بأراضيها الخصبة ومزارع المطاط. تقع المدينة على ارتفاع 495 قدم (151 م) من مستوى سطح البحر، عند تقاطع طريقين رئيسيين في ولاية كيرلا: الطريق الوطني 183 والطريق السريع الشرقي الرئيسي. كما تتميز بمناخ معتدل مع هبوب نسائم باردة. تشتهر المدينة بتقاليدها وعاداتها في مجال الكرة الطائرة. تقام كل عام تقريبًا بطولة للكرة الطائرة في ملعب بونكونام الـمهاتما غاندي الصغير.

## ملخص
بونكونام هي واحدة من أكثر المدن ازدحامًا على طول الطريق الوطني 183 وتضم العديد من المؤسسات الإدارية الرئيسية في كانجيرابالي تالوك. كما أنها جزء من الدائرة الانتخابية لولاية كانجيرابالي ودائرة باثانامثيتا لوك سابها. تعد المدينة أيضًا موطنًا للعديد من المؤسسات التعليمية ومرافق الرعاية الصحية. كما أنّ هناك العديد من العائلات الزراعية المسيحية السورية التي تقيم هنا.

## شخصيات بارزة
- بابو أنتوني، ممثل سينمائي بارز في جنوب الهند
- بيبين شاندران، كاتب سيناريو سينمائي مشهور من ولاية كيرالا.
- إم دي راجيندران، مخرج سينمائي
- بونكونام داموداران، شاعر من ولاية كيرلا
- بونكونام فاركي، كاتب بارز
- ثامبي أنتوني، ممثل وروائي من ولاية كيرلا